# Jealousy (X JAPAN의 음반)
Jealousy는 X(엑스 재팬)의 두 번째 메이저 앨범이다.
X(엑스 재팬)가 발매한 앨범들 중 가장 많이 팔린 앨범으로 오리콘 차트 집계 1,117,223장의 판매량을 달성했다. 〈ART OF LIFE〉와 〈Standing Sex〉를 이 앨범에 수록하려 했으나 요시키가 두 곡을 작업하는 데에 시간을 많이 지체하는 바람에 두 곡이 제외된 채 1991년 7월 1일에 발매되었다. 타이지가 마지막으로 참가한 앨범이며 스크리밍 매드 조지가 디자인을 담당했다. 11월 4일에는 하라주쿠의 보행자 천국에서 요시키의 'Jealousy 쟈켓 재현 퍼포먼스'가 예정되어 있었지만, 5,000명 이상의 팬이 모이는 바람에 퍼포먼스 행사는 중지 되었다.
2007년 2월 14일에 전작 《BLUE BLOOD》스페셜 에디션 재발매판과 마찬가지로 2장의 CD로 이루어진 스페셜 에디션 한정판으로 재발매되었다.

## 수록곡
1. Es Dur의 피아노선(Es Durのピアノ線) (요시키 작곡)
2. Silent Jealousy (요시키 작사·곡)
3. Miscast (히데 작사·곡)
4. Desperate Angel (타이지 작곡, 토시 작사)
5. White Wind From Mr.Martin~Pata's Nap~ (파타 작곡)
6. Voiceless Screaming (타이지 작곡, 토시 작사)
7. Stab Me In The Back (요시키 작곡, 시라토리 히토미 작사)
8. Love Replica (히데 작사·곡)
9. Joker - (히데 작사·곡)
10. Say Anything (요시키 작사·곡)

## 2007년 재발매판 수록곡
DISC 1
- 위의 수록곡 목록과 동일하다.

DISC 2
- 수록곡 중 몇 곡이 제외된 인스트루멘탈 버전을 수록해 놓았다.

| #  | 제목                | 작곡   | 재생 시간 |
| -- | ------------------- | ------ | --------- |
| 1. | Silent Jealousy     | 요시키 | 7:21      |
| 2. | Miscast             | 히데   | 5:16      |
| 3. | Desperate Angel     | 타이지 | 5:51      |
| 4. | Voiceless Screaming | 타이지 | 6:18      |
| 5. | Stab Me In The Back | 요시키 | 3:50      |
| 6. | Joker               | 히데   | 5:29      |
| 7. | Say Anything        | 요시키 | 8:39      |